# Leona Florentino
Leona Florentino (Vigán, Ilocos Sur,19 de abril de 1849 - 4 de octubre de 1884) fue una poeta filipina en lengua española y en ilocano. Se la considera la madre de la literatura femenina filipina y un verdadero puente entre la tradición literaria y la oral.

## Biografía
Leona nació en el seno de una distinguida y bien posicionada familia de Vigán, Ilocos Sur y desde bien joven comenzó a escribir poemas en ilocano. A pesar de sus dotes, no pudo realizar estudios superiores por su condición de mujer y fue formada por su madre y profesores particulares.
Con tan sólo 14 años se casó con el político Elías de los Reyes, con el cual tuvo cinco hijos. El menor de ellos, Isabelo de los Reyes, terminaría convirtiéndose en un importante escritor, editor y político.
Por causa de sus ideas feministas, Leona Florentino fue apartada de su familia y no vivió ni con su marido ni con sus hijos, falleciendo con sólo 35 años.

## Obra
Sus poemas en español y en ilocano fueron admirados en diferentes publicaciones de España y Francia y los Estados Unidos, recibiendo un reconocimiento especial con su inclusión en la Enciclopedia Internacional de Obras de Mujeres  de 1889.  Fue la primera filipina en recibir este honor, aunque ya fuese después de su muerte.